# Piazza Sant'Isacco
Piazza Sant'Isacco (in russo Исаакиевская площадь?, Isaakievskaja ploščad') è una delle piazze principali di San Pietroburgo, sulla quale si affacciano la Cattedrale di Sant'Isacco, il Palazzo Marinskij, l'Hotel Astoria. Un lato della piazza è delimitato dalla Mojka. Tra il 1923 e il 1944 lo slargo era stato rinominato "Piazza Vorovskij" (in russo Площадь Воровского?, Ploščad' Vorovskogo) in onore del rivoluzionario bolscevico Vaclav Vaclavovič Vorovskij.

## Descrizione
Al centro della piazza si trova la statua equestre dell'imperatore russo Nicola I. Il palazzo Lobanov-Rostovskij (1817–1820) sul lato ovest della piazza venne progettato da Auguste de Montferrand. Può essere descritto come un edificio in stile Impero che possiede un portico di otto colonne rivolto verso il palazzo dell'Ammiragliato. Nelle vicinanze si trova il maneggio delle guardie a cavallo di Quarenghi (1804–1807), ispirato in parte al Partenone e fiancheggiato dalle statue marmoree dei Dioscuri, di Paolo Triscornia.
Dalla parte opposta della cattedrale si trova il palazzo Mariinskij, costruito tra il 1829 e il 1844 per la granduchessa Marija Nikolaevna. Attualmente il palazzo ospita l'assemblea legislativa di San Pietroburgo. Di fronte al palazzo si trova il ponte Blu, largo 97 metri, che un tempo fu il più largo di San Pietroburgo. Attraversando il fiume Mojka, il ponte viene percepito di solito come un'estensione della piazza, anche se in realtà forma una piazza separata. A destra del ponte si trova la cosiddetta scala di Nettuno, dalla sommità in granito. Si tratta di una stele che segna i livelli dell'acqua durante le grandi inondazioni.
A est della cattedrale si trova l'Hotel Astoria, a sei piani, progettato da Fëdor Ivanovič Lidval'. Aprì nel 1912 e fu uno degli alberghi più lussuosi dell'impero russo. Accanto all'Astoria si trova l'Hotel Angleterre, che è ricordato per essere stato il luogo dove morì Sergej Aleksandrovič Esenin.
Sulla piazza si affaccia anche l'istituto russo per la coltivazione delle piante, dedicato a Nikolaj Ivanovič Vavilov e ospitato in due edifici neorinascimentali. Uno degli ultimi edifici ad essere innalzati lungo la piazza fu il palazzo trapezoidale in granito rosso dell'ambasciata tedesca (1911–1912), dell'architetto Peter Behrens. Il palazzo è un punto di riferimento nella storia dell'architettura, essendo il primo esempio dello stile del "classicismo spogliato", uno stile che si diffuse molto nella Russia stalinista e nella Germania nazista.